# Бельгия на зимних Олимпийских играх 1956
Бельгия принимала участие в Зимних Олимпийских играх 1956 года в Кортине д'Ампеццо (Италия) в седьмой раз за свою историю, но не завоевала ни одной медали. Четверо мужчин представляли сборную, они соревновались в горнолыжном спорте, бобслее и конькобежном спорте.

## Состав сборной
Самым молодым участником сборной был 27-летний Денис Ферон, самым старшим — 46-летний Марсель Леклеф.

## Результаты
Лучшим результатом бельгийской сборной стало 13 место  Марселя Леклефа и Альберта Кастелинса в заездах мужских двоек.

### Горнолыжный спорт

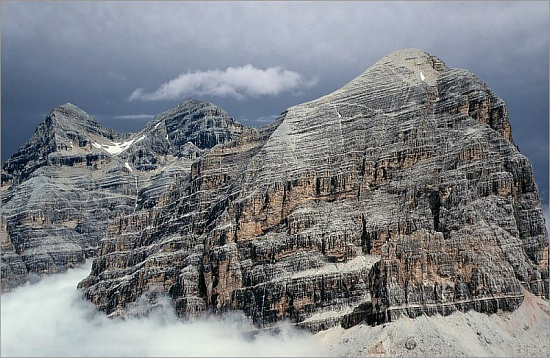
Одна из скал в горах Тофана (Доломитовые Альпы)

Соревнования прошли с 27 января по 3 февраля в районе горы Тофана, соревнование по гигантскому слалому среди мужчин проходило на горе Фалория. Данные соревнования одновременно считались 14 чемпионатом мира по горнолыжному спорту.
Мужчины
| Спортсмен   | Соревнование      | 1 спуск | 1 спуск | 2 спуск | 2 спуск | Итог   | Итог  |
| Спортсмен   | Соревнование      | Время   | Место   | Время   | Место   | Время  | Место |
| ----------- | ----------------- | ------- | ------- | ------- | ------- | ------ | ----- |
| Денис Ферон | Скоростной спуск  |         |         |         |         | 4:16.6 | 38    |
| Денис Ферон | Гигантский слалом |         |         |         |         | 4:01.8 | 65    |
| Денис Ферон | Слалом            | 2:12.5  | 49      | 2:37.0  | 47      | 4:49.5 | 46    |

### Бобслей
Соревнования  прошли с 27 января по 4 февраля в Кортине-д’Ампеццо.  Трасса Эудженио Монти уже имела богатую полувековую историю: в частности, здесь проходили чемпионаты мира 1937 и 1939 годов, впоследствии сооружение неоднократно усовершенствовалось, чтобы отвечать европейскому регламенту и принимать соревнования самого высокого уровня. Длина трассы составляла 1700 м при высоте в 153 м. 
Мужчины
| Сани  | Спортсмены                       | Соревнование     | 1 заезд | 1 заезд | 2 заезд | 2 заезд | 3 заезд | 3 заезд | 4 заезд | 4 заезд | Итог    | Итог  |
| Сани  | Спортсмены                       | Соревнование     | Время   | Место   | Время   | Место   | Время   | Место   | Время   | Место   | Время   | Место |
| ----- | -------------------------------- | ---------------- | ------- | ------- | ------- | ------- | ------- | ------- | ------- | ------- | ------- | ----- |
| BEL-1 | Марсель Леклеф Альберт Кастелинс | Двойки (мужчины) | 1:27.30 | 18      | 1:25.93 | 13      | 1:25.60 | 10      | 1:25.98 | 12      | 5:44.81 | 13    |

### Конькобежный спорт

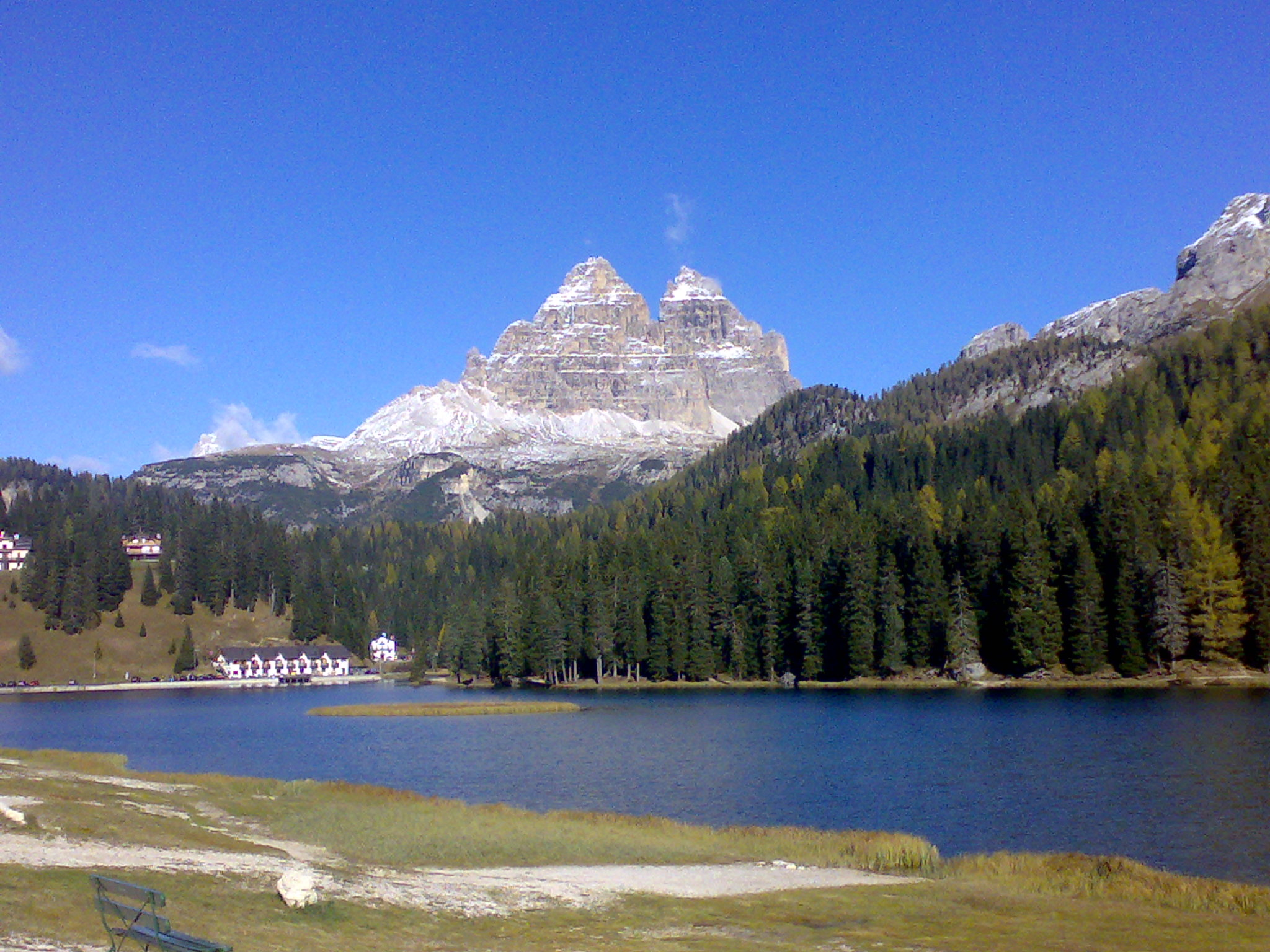
Озеро Мизурина.

Соревнования прошли с 28 по 31 января. Были разыграны 4 комплекта наград у мужчин. Забеги прошли на льду озера Мизурина на высоте 1755 м над уровнем моря. Это была последняя зимняя Олимпиада, где конькобежцы соревновались на естественном льду.
Пьер Хёйлебрук не финишировал на дистанции 1500 метров.